# Popławce
Popławce – wieś w Polsce położona w województwie podlaskim, w powiecie sokólskim, w gminie Kuźnica.
W latach 1975–1998 miejscowość administracyjnie należała do województwa białostockiego.
Przez miejscowość przebiega droga krajowa nr 19.
Wierni kościoła rzymskokatolickiego należą do parafii Narodzenia Najświętszej Maryi Panny w Kundzinie
Od 3 grudnia 2021 do końca lutego 2022 funkcjonowało Centrum Prasowe w Popławcach, z przeznaczeniem jako miejsce dla korespondentów, którzy relacjonują sytuację na polsko-białoruskiej granicy.